# Skyline (album)
Pour les articles homonymes, voir Skyline.
Albums de Yann Tiersen
Dust Lane
(2010) Infinity (album de Yann Tiersen)
(mai 2014)
Skyline est un album de l'auteur-compositeur et musicien Yann Tiersen sorti le 17 octobre 2011. 
En créant l'album Dust Lane, Yann Tiersen avait déjà des morceaux pour un prochain album. Pendant sa tournée qui faisait la promotion de l'album Dust Lane, Yann Tiersen et son groupe présentaient The Trial et Another Shore présents sur son dernier album.

## Listes des titres
| No | Titre                 | Durée |
| -- | --------------------- | ----- |
| 1. | Another Shore         |       |
| 2. | I'm Gonna Live Anyhow |       |
| 3. | Monuments             |       |
| 4. | The Gutter            |       |
| 5. | Exit 25 Block 20      |       |
| 6. | Hesitation Wound      |       |
| 7. | Forgive Me            |       |
| 8. | The Trial             |       |
| 9. | Vanishing Point       |       |